# Dükkanlar Önü-moskee
De Dükkanlar Önü-moskee is een moskee in de wijk Karamanzade in Noord-Nicosia.
Volgens George Jeffery, die het de Tevfik Masjid noemde, is de moskee oorspronkelijk een Venetiaans gebouw, hoogstwaarschijnlijk gebouwd als herberg vanwege de gelijkenis met de 16e-eeuwse herbergen van Italië. Het gebouw had gotische bogen en gravures uit de 14e eeuw, die Muzaffer Haşmet Gürkan omschreef als "sierlijk". Na de Ottomaanse verovering van Cyprus werd het gebouw omgebouwd tot een moskee. In het begin van de 18e eeuw werd het gebouw gerenoveerd door Said Mehmed Agha.
De minaret van de moskee werd in 1952 gesloopt omdat deze als gevaarlijk werd beschouwd. Op 6 september 1962 stortte een groot deel van de moskee in, waarbij een Grieks-Cypriotische voorbijganger om het leven kwam. Het incident veroorzaakte kritiek op de nieuw opgerichte Turkse gemeente Nicosia, wiens reactie onvoldoende werd geacht. De krant Bozkurt omschreef de moskee destijds als "een gebouw zonder architectonische of artistieke betekenis, dat eerder diende om tegemoet te komen aan de religieuze behoeften van een commerciële wijk". De ineenstorting vernietigde de toegangsboog en andere architectonische elementen van de moskee.
In 2011 kondigde de Turkse Evkaf-afdeling, in samenwerking met de lokale Evkaf-administratie, aan dat de moskee zou worden gerestaureerd.